# Verbandsgemeinde Bernkastel-Kues
Die Verbandsgemeinde Bernkastel-Kues ist eine Gebietskörperschaft im Landkreis Bernkastel-Wittlich in Rheinland-Pfalz. Der Verbandsgemeinde gehören die Stadt Bernkastel-Kues sowie 22 weitere Ortsgemeinden an, der Verwaltungssitz ist in der namensgebenden Stadt Bernkastel-Kues.

## Verbandsangehörige Gemeinden
| Ortsgemeinde, Stadt              | Fläche (km²) | Einwohner |
| -------------------------------- | ------------ | --------- |
| Bernkastel-Kues, Stadt           | 23,71        | 6.727     |
| Brauneberg                       | 12,22        | 1.142     |
| Burgen                           | 7,78         | 582       |
| Erden                            | 3,69         | 435       |
| Gornhausen                       | 5,30         | 197       |
| Graach an der Mosel              | 8,64         | 625       |
| Hochscheid                       | 15,39        | 254       |
| Kesten                           | 3,80         | 332       |
| Kleinich                         | 20,31        | 681       |
| Kommen                           | 2,82         | 282       |
| Lieser                           | 5,42         | 1.231     |
| Longkamp                         | 11,50        | 1.118     |
| Lösnich                          | 2,53         | 498       |
| Maring-Noviand                   | 12,23        | 1.393     |
| Minheim                          | 5,39         | 472       |
| Monzelfeld                       | 12,50        | 1.296     |
| Mülheim an der Mosel             | 4,92         | 934       |
| Neumagen-Dhron                   | 16,28        | 2.306     |
| Piesport                         | 19,60        | 2.000     |
| Ürzig                            | 6,04         | 899       |
| Veldenz                          | 14,41        | 947       |
| Wintrich                         | 17,59        | 928       |
| Zeltingen-Rachtig                | 16,94        | 2.125     |
| Verbandsgemeinde Bernkastel-Kues | 249,01       | 27.404    |

(Einwohner am 31. Dezember 2024)

## Bevölkerungsentwicklung
Die Entwicklung der Einwohnerzahl bezogen auf das Gebiet der heutigen Verbandsgemeinde Bernkastel-Kues; die Werte von 1871 bis 1987 beruhen auf Volkszählungen:
| Verbandsgemeinde Bernkastel-Kues: Einwohnerzahlen von 1815 bis 2023 | Verbandsgemeinde Bernkastel-Kues: Einwohnerzahlen von 1815 bis 2023 | Verbandsgemeinde Bernkastel-Kues: Einwohnerzahlen von 1815 bis 2023 | Verbandsgemeinde Bernkastel-Kues: Einwohnerzahlen von 1815 bis 2023 | Verbandsgemeinde Bernkastel-Kues: Einwohnerzahlen von 1815 bis 2023 |
| ------------------------------------------------------------------- | ------------------------------------------------------------------- | ------------------------------------------------------------------- | ------------------------------------------------------------------- | ------------------------------------------------------------------- |
| Jahr                                                                |                                                                     |                                                                     |                                                                     | Einwohner                                                           |
| 1815                                                                | 1815                                                                |                                                                     | 18.728                                                              | 18.728                                                              |
| 1835                                                                | 1835                                                                |                                                                     | 24.801                                                              | 24.801                                                              |
| 1871                                                                | 1871                                                                |                                                                     | 25.566                                                              | 25.566                                                              |
| 1905                                                                | 1905                                                                |                                                                     | 29.630                                                              | 29.630                                                              |
| 1939                                                                | 1939                                                                |                                                                     | 30.314                                                              | 30.314                                                              |
| 1950                                                                | 1950                                                                |                                                                     | 32.546                                                              | 32.546                                                              |
| 1961                                                                | 1961                                                                |                                                                     | 31.691                                                              | 31.691                                                              |
| 1970                                                                | 1970                                                                |                                                                     | 30.845                                                              | 30.845                                                              |
| 1987                                                                | 1987                                                                |                                                                     | 28.015                                                              | 28.015                                                              |
| 1997                                                                | 1997                                                                |                                                                     | 28.618                                                              | 28.618                                                              |
| 2005                                                                | 2005                                                                |                                                                     | 27.935                                                              | 27.935                                                              |
| 2023                                                                | 2023                                                                |                                                                     | 28.162                                                              | 28.162                                                              |
|                                                                     |                                                                     |                                                                     |                                                                     |                                                                     |

## Kommunal- und Verwaltungsreform
Aufgrund der Auflösung der Verbandsgemeinde Neumagen-Dhron wurden die Ortsgemeinden Minheim, Neumagen-Dhron und Piesport zum 1. Januar 2012 in die Verbandsgemeinde Bernkastel-Kues eingegliedert.

## Politik

### Verbandsgemeinderat
Der Verbandsgemeinderat Bernkastel-Kues besteht aus 36 ehrenamtlichen Ratsmitgliedern, die bei der Kommunalwahl am 9. Juni 2024 in einer personalisierten Verhältniswahl gewählt wurden, und dem hauptamtlichen Bürgermeister als Vorsitzendem. Wegen der im Zusammenhang mit der Auflösung der Verbandsgemeinde Neumagen-Dhron erfolgten Gebietsvergrößerung wurde der Rat am 11. März 2012 außerhalb der regulären Kommunalwahlen für eine verkürzte Wahlperiode neu gewählt.
Die Sitzverteilung im Verbandsgemeinderat:
| Wahl | SPD | CDU | Grüne | FDP | ÖDP | FBL | VBB | Gesamt   |
| ---- | --- | --- | ----- | --- | --- | --- | --- | -------- |
| 2024 | 5   | 15  | 3     | 4   | 1   | 8   | –   | 36 Sitze |
| 2019 | 7   | 14  | 5     | 4   | 1   | 5   | –   | 36 Sitze |
| 2014 | 8   | 17  | 3     | 3   | 1   | 4   | –   | 36 Sitze |
| 2012 | 6   | 18  | 3     | 3   | 2   | 4   | –   | 36 Sitze |
| 2009 | 7   | 17  | 3     | 5   | –   | 3   | 1   | 36 Sitze |
| 2004 | 7   | 19  | 3     | 3   | –   | 2   | 2   | 36 Sitze |

- FBL = Freie Bürgerliste Mittelmosel-Hunsrück e. V.
- VBB = Vereinigung Bürger für Bürger e. V.

### Bürgermeister
- 1992 bis 1999: Rainer Grün (CDU)
- 2000 bis 2020: Ulf Hangert (CDU)
- Seit 2020: Leo Wächter (CDU)

### Partnergemeinden
Die Verbandsgemeinde Bernkastel-Kues ist seit 1993 mit der polnischen Stadt Otmuchów verpartnert.